# Astragalus mucronifolius
Astragalus mucronifolius es una especie de planta herbácea perteneciente a la familia de las leguminosas. Es originaria de Asia.
Es una planta herbácea perennifolia que se encuentra en Asia Central distribuida por Irán.

## Taxonomía
Astragalus mucronifolius fue descrita por Pierre Edmond Boissier y publicado en Diagnoses Plantarum Orientalium Novarum, ser. 1, 2: 68. 1843.
Etimología
Astragalus: nombre genérico derivado del griego clásico άστράγαλος y luego del Latín astrăgălus aplicado ya en la antigüedad, entre otras cosas, a algunas plantas de la familia Fabaceae, debido a la forma cúbica de sus semillas parecidas a un hueso del pie.
mucronifolius: epíteto latino que significa "hojas puntiagudas cortas".
Sinonimia
- Astragalus taftanicus Parsa	[5]